# New Arley
New Arley – osada w Anglii, w Warwickshire. Leży 11,7 km od miasta Coventry, 24 km od miasta Warwick i 149,5 km od Londynu. W 2001 miejscowość liczyła 1874 mieszkańców.